# Shane Ferguson
Shane Kevin Ferguson (Derry, Irlanda del Norte, 12 de julio de 1991), conocido como Shane Ferguson, es un futbolista británico que juega de centrocampista en el Derry City F. C. de la Premier Division de la Liga de Irlanda.

## Trayectoria
Tras completar su etapa formativa en el Newcastle United F. C., en 2009 ascendió al primer equipo, aunque no debutó hasta el 25 de agosto de 2010 en un encuentro de Copa de la Liga ante el Accrington Stanley F. C. En mayo de 2011, una vez finalizada la temporada, firmó un nuevo contrato hasta 2016.
Sin jugar con regularidad, a finales de febrero de 2013 fue cedido al Birmingham City F. C. hasta el 1 de abril, cesión que posteriormente se extendería hasta final de temporada. En el mes julio regresó al conjunto de Birmingham para jugar, nuevamente prestado, durante la temporada 2013-14. Tras volver a Newcastle fue uno de los cinco jugadores que el 2 de febrero de 2015 se marcharon prestados al Rangers F. C. lo que restaba de campaña.
El 7 de agosto salió nuevamente cedido, en esta ocasión al Millwall F. C. durante 93 días. El 1 de septiembre ambos clubes acordaron extender la cesión hasta el 9 de enero de 2016. Dos semanas después de que esta finalizara, regresó al conjunto londinense en propiedad y firmó un contrato de 18 meses. En febrero de 2017 renovó hasta junio de 2019 y, dos años después, volvió a firmar una nueva ampliación de contrato. Este expiró al término de la temporada 2020-21, momento en el que puso fin a su etapa en el club. Entonces siguió su carrera en el Rotherham United F. C. con el que firmó por dos años. Una vez pasó ese tiempo se confirmó su continuidad una campaña más. En ella el equipo descendió a League One y se marchó al expirar su contrato.
El 11 de diciembre de 2024, tras medio año sin equipo, fichó por el Derry City F. C. de su localidad para la temporada 2025.

## Selección nacional
Debutó con la selección absoluta de Irlanda del Norte el 6 de junio de 2009 en un amistoso ante Italia que finalizó con victoria por 3-0 para el conjunto transalpino.
El 28 de mayo de 2016 el seleccionador Michael O'Neill lo incluyó en la lista final de 23 jugadores que participarían en la Eurocopa.

### Participaciones en Eurocopa
| Copa          | Sede    | Resultado        | Partidos | Goles |
| ------------- | ------- | ---------------- | -------- | ----- |
| Eurocopa 2016 | Francia | Octavos de final | 1        | 0     |

## Clubes
| Club                           | País              | Año       |
| ------------------------------ | ----------------- | --------- |
| Newcastle United F. C.         | Inglaterra        | 2009-2016 |
| Birmingham City F. C. (cedido) | Inglaterra        | 2013-2014 |
| Rangers F. C. (cedido)         | Escocia           | 2015      |
| Millwall F. C. (cedido)        | Inglaterra        | 2015-2016 |
| Millwall F. C.                 | Inglaterra        | 2016-2021 |
| Rotherham United F. C.         | Inglaterra        | 2021-2024 |
| Derry City F. C.               | Irlanda del Norte | 2025-     |

## Palmarés

### Títulos nacionales
| Título     | Club                   | País       | Año  |
| ---------- | ---------------------- | ---------- | ---- |
| EFL Trophy | Rotherham United F. C. | Inglaterra | 2022 |